# Kastanjebuikboomklever
De kastanjebuikboomklever (Sitta nagaensis) is een zangvogel uit het geslacht Sitta.

## Verspreiding en leefgebied
Deze soort komt voor van Tibet tot zuidelijk Centraal-Vietnam en telt 3 ondersoorten:
- S. n. montium: oostelijk Tibet, zuidelijk en oostelijk China, oostelijk Myanmar en noordwestelijk Thailand.
- S. n. nagaensis: noordoostelijk India en westelijk Myanmar.
- S. n. grisiventris: zuidwestelijk Myanmar en zuidelijk Indochina.